# Cerev Del
Cerev Del (en serbe cyrillique : Церев Дел) est un village de Serbie situé dans la municipalité de Pirot, district de Pirot. Au recensement de 2011, il comptait 11 habitants.

## Démographie
| 1948 | 1953 | 1961 | 1971 | 1981 | 1991 | 2002 | 2011 |
| ---- | ---- | ---- | ---- | ---- | ---- | ---- | ---- |
| 314  | 242  | 205  | 155  | 96   | 61   | 30   | 11   |

|  |